# Sporen (paardrijden)

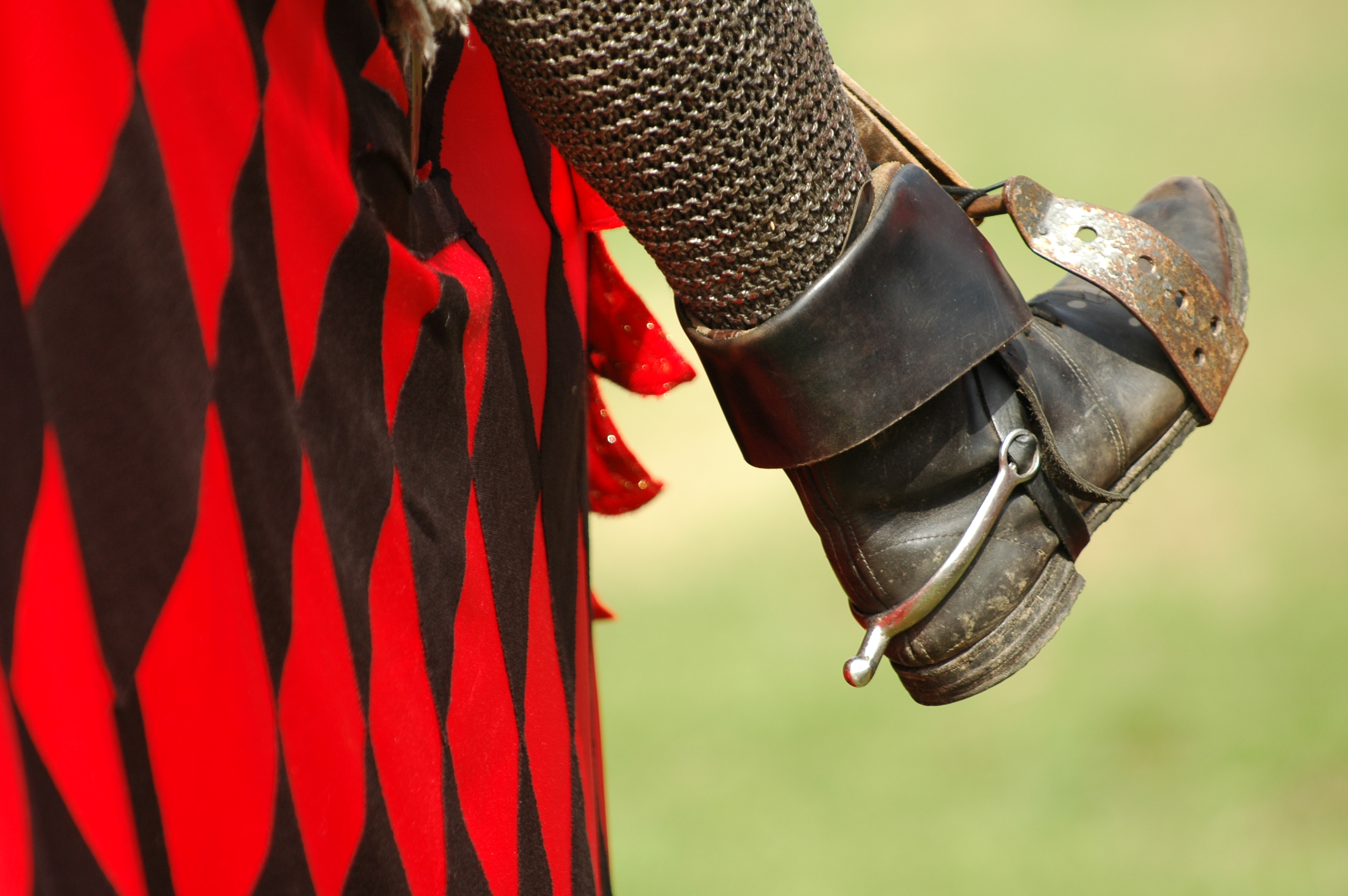
Ridderlaars met spoor

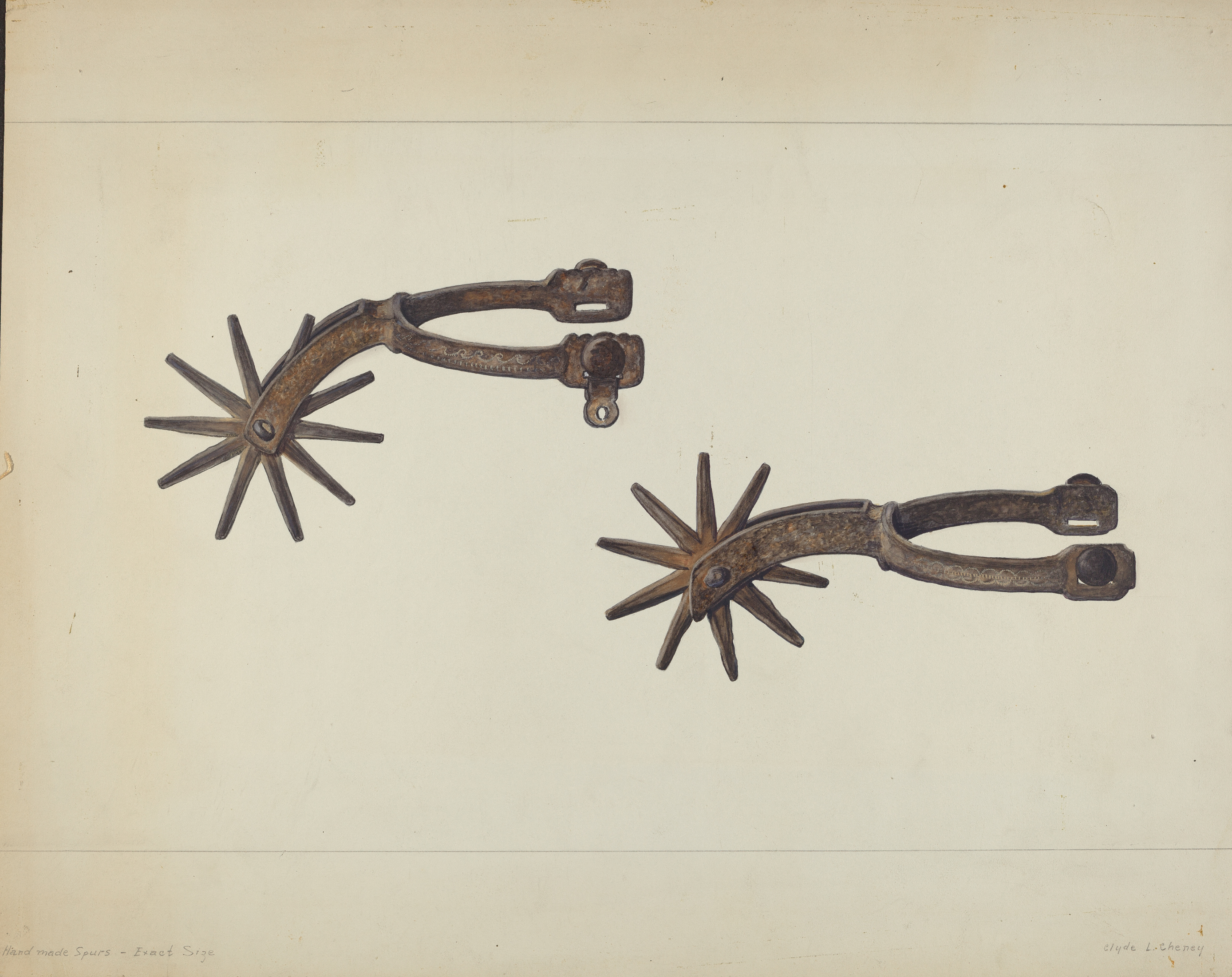
Riddersporen

Sporen zijn een hulpmiddel bij het berijden van een paard.
Het zijn metalen beugels met een uitsteeksel, die met behulp van riemen aan de hiel van de laars van de ruiters worden bevestigd. Een spoor steekt een tot zes centimeter uit naar achteren.
De ruiter geeft zogenaamde "hulpen" met zijn kuiten om het paard te sturen of te laten versnellen. Een ruiter gebruikt over het algemeen de sporen als de reactie van het paard op de kuithulp onvoldoende is of om kleinere, minder opvallende, hulpen te geven op bijvoorbeeld een concours. Het is van groot belang dat een ruiter in staat is de hulp (geen straf) met de spoor juist te doseren. In de opleiding van ridders gold dan ook letterlijk dat men "zijn sporen moest verdienen". Deze uitdrukking wordt in ruimere zin ook figuurlijk gebruikt om aan te geven dat iemand ergens door ervaring zeer bekwaam in is geworden. Beginnende ruiters, die nog onvoldoende onafhankelijk kunnen zitten, wordt het gebruik van sporen sterk afgeraden en op vele maneges is het gebruiken ervan voor hen niet toegestaan.
Er bestaan allerlei soorten sporen, met een bolletje, met een punt, met een draaiend wiel (met of zonder punten). De functie van het wieltje is ter bescherming: legt men even de sporen aan dan draaien deze door de wieltjes gemakkelijker weg, ook als de ruiter zijn/ haar onderbeen te lang tegen het paard aan zou laten liggen.
Het is nooit de bedoeling dat de ruiter de sporen als hardhandige straf gebruikt. Schoppen is dan ook uit den boze. Als een ruiter beenhulpen geeft en het paard reageert onvoldoende, dan kan de ruiter met sporen de beenhulpen versterken. Ruiters verkiezen in bepaalde situaties het gebruik van sporen boven het rijden met een rijzweep omdat ze daarmee zowel links als rechts subtiele signalen kunnen geven terwijl ze beide handen aan de teugels kunnen houden, ofwel met een hand de teugels kunnen besturen terwijl ze met de andere hand een wapen of werktuig zoals een lans of een lasso hanteren.